# Monica Sabolo
Monica Sabolo, född 27 juli 1971 i Milano, är en fransk journalist och romanförfattare. Hon skriver på franska och har i flera romaner porträtterat unga kvinnor; de senare böckerna har en kriminalhistorisk karaktär. Två romaner finns utgivna på svenska.

## Biografi
Monica Sabolo växte upp och studerade i Genève i Schweiz, med sin mor och sin styvfar, i en välbärgad miljö. Styvfadern var diplomat. Hon har uppgett att hemförhållandena var långt ifrån okomplicerade men har inte beskrivit dessa närmare.
En fiskare som hon lärde känna under sommarvistelser på Mallorca gav trygghet och väckte också ett intresse för marina förhållanden som kom att prägla hennes första insatser som journalist. Hon började skriva som sexåring men publicerades först yrkesmässigt som journalist. Ett arbete med uppdrag för Världsnaturfonden innebar inventering av havslädersköldpaddor i Guyana, och hon kom senare att anställas vid den nystartade tidskriften Terre et Océans (Jord och hav). Därefter har hon skrivit för Voici, Elle och Grazia.
Hon debuterade som romanförfattare 2000 och är bosatt i Paris.

## Författarskap
De två första romanerna, som båda handlar om unga kvinnor, uppfattades av kritikerna som chicklit. Detta medförde att författaren gjorde ett flerårigt uppehåll innan nästa publicering. Den efterföljande romanen, Tout cela n'a rien à voir avec moi, uppfattades som en blandning av "essä, självbiografi, fotobok, avhandling", och för denna tilldelades författaren Prix de Flores.
I Summer gör berättaren Benjamin en tillbakablick på en utflykt många år tidigare, då hans 19-åriga syster försvann. En till det yttre harmonisk och välbeställd Genève-familj visar sig dölja hemligheter, och stämningen är "suggestiv och drömlik". Författaren nominerades för romanen till Prix Goncourt.
Eden utspelar sig i ett reservat där en tonåring försvinner, återfinns förändrad och utan att kunna tala. Tidigare har flera personer försvunnit utan att man har kunnat klarlägga orsaken. För turister uppfattas reservatet som ett naturparadis, medan urinnevånarna är plågade av fattigdom och våld. Boken har beskrivits som en suggestiv roman som ger associationer till bland annat TV-serien Twin Peaks.
Crans-Montana utspelas i den schweiziska jetset-skidorten med samma namn, där en trio unga kvinnor på 1960-talet beundrats på avstånd av några unga män. I romanen blickar de båda grupperna trettio år senare tillbaka på sina liv.
La Vie clandestine handlar om en extrem politisk grupp som av ideologiska skäl avrättar en familjefar. Verklighetsbakgrunden är italienska Röda brigaderna och deras franska motsvarigheter samt deras kidnappningar och avrättningar under 1970- och 1980-talen. Historien återger också brottsliga handlingar inom den egna familjen och hur dessa rättfärdigas av förövaren. För romanen har författaren tilldelats Prix du Roman News Publicis Drugstore «Les Echos Week-End», och boken nominerades 2022 till bland andra Goncourtpriset.